# Kubagrottrall
Kubagrottrall (Nesotrochis picapicensis) är en förhistorisk utdöd fågel i familjen grottrallar inom ordningen tran- och rallfåglar. Fågeln beskrevs 1971 utifrån fragmentariska subfossila lämningar funna i Pi'o Domingo-grottan nära Sumidero på Kuba. grottor nära Saint-Michel de l'Atalaye i Haiti. Kubagrottrallen var en liten flygoförmögen grottrall, mindre än antillergrottrallen men större än hispaniolagrottrallen. Den dog troligen ut till följd av jakt.